# Piper hymenopodum
Piper hymenopodum är en pepparväxtart som beskrevs av Luis Aloysius, Luigi Sodiro. Piper hymenopodum ingår i släktet Piper och familjen pepparväxter. Inga underarter finns listade i Catalogue of Life.